# Octyltriazon
Octyltriazon ist eine Mischung von acht isomeren chemischen Verbindungen, die sich vom Cyanurtriamid bzw. Melamin ableitet.

## Darstellung und Gewinnung
Die Synthese ist durch eine nukleophile Substitution von 2-Ethylhexyl-p-aminobenzoat an dem Heteroaromaten Cyanurchlorid möglich. Da von einem racemischen 2-Ethylhexylderivat ausgegangen wird, entsteht bei dieser Synthese ein Isomerengemisch.

## Eigenschaften
Octyltriazon ist eine weiße kristalline Substanz, die bei 129 °C mit einer Schmelzenthalpie von 23 kJ·mol−1 schmilzt. Die Verbindung ist sehr gut löslich in Ethylacetat und Ethylacetat/Ethanol-Mischungen.
| Löslichkeit von Octyltriazon[3]  |          |       |       |       |       |       |
| Temperatur                       | in °C    | 25    | 30    | 35    | 40    | 45    |
| Ethylacetat                      | in g·l−1 | 318,8 | 364,6 | 413,2 | 462,4 | 512,5 |
| Ethylacetat/Ethanol (90/10 Ma %) | in g·l−1 | 389,0 | 430,0 | 479,9 | 525,1 | 567,3 |
| Ethylacetat/Ethanol (80/20 Ma %) | in g·l−1 | 404,9 | 450,2 | 498,6 | 539,7 | 600,0 |
| Ethylacetat/Ethanol (70/30 Ma %) | in g·l−1 | 383,6 | 438,5 | 502,9 | 541,3 | 608,5 |
Octyltriazon liegt auf Grund der Ethylhexylgruppe als Stereoisomerengemisch vor, welches aus je 1/8 (R,R,R)- und (S,S,S)-Isomeren sowie aus je 3/8 (R,R,S)- und (R,S,S)-Isomeren besteht.
Das Absorptionsmaximum von Octyltriazon liegt bei 314 Nanometern.

## Verwendung
Octyltriazon wird in Sonnencremes als UV-Filter im UVB-Bereich verwendet. Gemäß EU-Richtlinie 76/786 EWG ist in Formulierungen eine Maximalkonzentration von 5 g pro 100 g erlaubt. Es wird von der BASF als Uvinul T 150 vermarktet.